# 莽莽
庞加扎莽莽（羅馬化：Phaungkaza Maung Maung，1763年9月15日—1782年2月11日），《清史稿》称之为孟鲁，缅甸贡榜王朝第五代国王。他在1782年期间僅在位6天而已。
莽莽是囊陀基的儿子，被封为庞加亲王。1782年2月5日，18岁的莽莽趁堂兄新古王出巡之机发动政变，篡夺了王位。然而在一周之后的2月11日，巴顿亲王波道帕耶迅速占领了皇宫并将其废黜。莽莽及其王后在同日被溺死。
他有四个妻子，没有子女。
| 統治者頭銜    | 統治者頭銜                              | 統治者頭銜      |
| ------------- | --------------------------------------- | --------------- |
| 前任： 新古王 | 貢榜王朝君主 1782年2月5日–1782年2月11日 | 繼任： 波道帕耶 |